# Mark McKinney

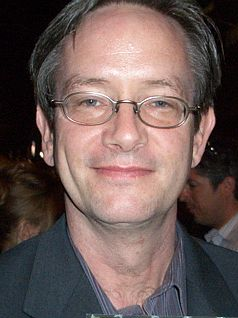
Mark McKinney, 2004

Mark Douglas Brown McKinney (* 26. Juni 1959 in Ottawa) ist ein kanadischer Schauspieler und Comedian.

## Leben
Mark McKinney wurde am 26. Juni 1959 als Sohn eines Diplomaten und einer Architekturjournalistin geboren. Seine Geschwister und er waren durch den Beruf ihres Vaters viel auf Reisen, weshalb McKinney Schulen in aller Welt besuchte, unter anderem in Trinidad und Paris. Zusammen mit Bruce McCulloch und zwei weiteren Komikern gründete er die Comedy-Gruppe "The Audience". Gemeinsam mit McCulloch spielte er von 1995 bis 1997 auch in der Serie "The Kids in the Hall". Als Schauspieler wurde er in Filmen wie A Night at the Roxbury, Schlaflos in New York, The Ladies Man und Dog Park international bekannt. Von 2015 bis 2021 war er außerdem als gutmütiger, naiver Filialleiter Glenn Sturgis in der Sitcom Superstore zu sehen.

## Filmografie (Auswahl)
- Spiceworld – Der Film als Graydon
- Last Days of Disco – Nachts wird Geschichte gemacht als Rex
- Dog Park als Dr. Cavan
- Schlaflos in New York als Greg
- Superstar – Trau’ Dich zu träumen als Ritley
- Twitch City als Rex Reilly
- The Ladies Man als Mr. White
- The Saddest Music in the World als Chester Kent
- Lilo & Stitch als Bertley Pleakley
- Dino Dan als Mr. Drumheller
- Rocket Monkeys als Lord Peel
- Man Seeking Woman als Tom
- Superstore als Glenn